# Automerina
Genre
Automerina est un genre de lépidoptères (papillons) de la famille des Saturniidae. 
Il inclut l'ancien genre Automerula en tant que sous-genre.